# Peter Perez Burdett

Peter Perez Burdett med sin fru Hannah, porträtt målat av Joseph Wright of Derby.

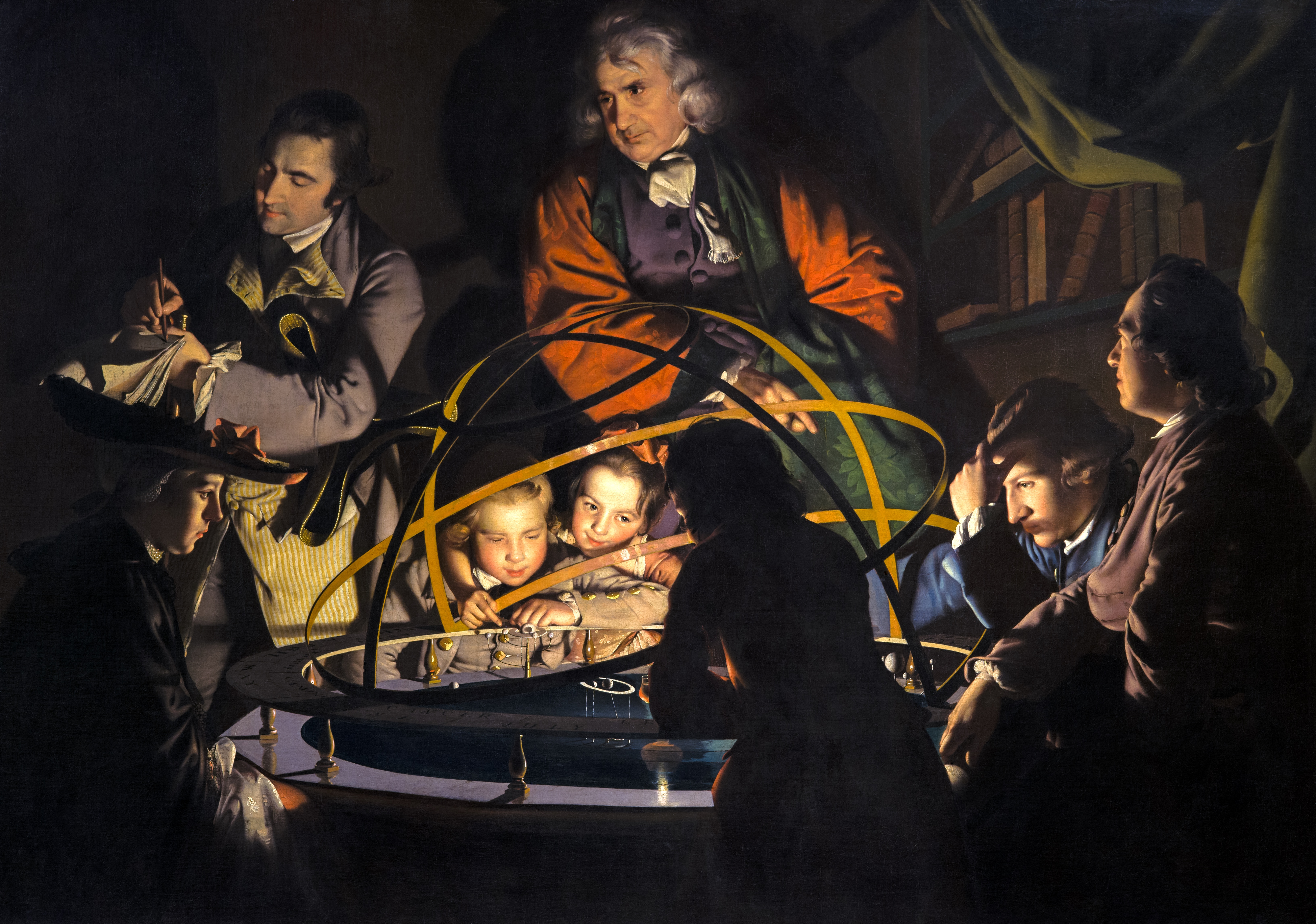
A Philosopher Lecturing on the Orrery av Joseph Wright (Burdett till vänster).

Peter Perez Burdett, född 1734 i Eastwood, Essex, död 1793 i Karlsruhe, Tyskland, var en engelsk lantmätare, kartograf och konstnär.
Man vet inte mycket om hans ursprung och utbildning, men han arbetade i sin hemstad som mariningenjör, lantmätare och kartograf.
I början av 1760-talet arbetade Peter Perez Burdett i ett projekt för kartläggning i Derbyshire. Han träffade Joseph Wright of Derby och blev hans nära vän. Konstnären lånade honom pengar för att finansiera sitt kartläggningsprojekt. Burdett introducerade Wright för blivande beskyddare och gav honom råd om perspektiv. 1765 målade Wright ett dubbelporträtt av Burdett och hans fru Hannah. Burdett var modell i flera av Wrights berömda målningar han gjorde under denna period. I Wrights berömda A Philosopher Lecturing on the Orrery som hänger på Derby Museum and Art Gallery är Burdett mannen som står till vänster och gör anteckningar.
År 1768 flyttade Burdett från Derby till Liverpool för att söka pengar för en ny undersökning av Lancashire, en uppföljare till hans karta över Derbyshire. Han blev bekant med George Perry och gjorde teckningar av några av de större offentliga byggnaderna i staden för hans bok om Liverpools historia. Burdett berättade för Wright att Liverpool kunde vara en bra inkomstkälla för en porträttmålare. Wright följde honom och målade en del porträtt av Liverpools köpmän och adeln i den omgivande landsbygden.
År 1769 blev Burdett ordförande för det första Liverpool Society of Artists, en mycket kortlivad men för stadens konstnärsliv viktig förening. Då sällskapet återuppstod 1773 föreläste Burdett - inte längre ordförande - om perspektiv. 
Han lärde sig om akvatint, en grafisk teknik nyutvecklad i Frankrike. Burdett gjorde de första engelska akvatintlavyrerna och påstod att han själv hade uppfunnit tekniken. Han föreslog Josiah Wedgwood att akvatint kunde använts till att dekorera keramik. Wedgwood visade först intresse, men han fullföljde inte planerna.
År 1774 arbetade Burdett med vattenförsörjning i Liverpool, och blev bekant med en tysk ingenjör från Baden, Karl Christian Vierordt. Vierordt rekommenderade Burdett till Badens greve Karl Friedrich. Burdett flyttade till Tyskland, där han arbetade som lantmätare i Karlsruhe under de återstående nitton åren av sitt liv. Han fick sitt första uppdrag i Rastatt: kanalisering av Murg för att förhindra de årliga översvämningarna mellan Kuppenheim som rinner ut i Rhen. En annan uppgift, och förmodligen den främsta orsaken till hans inställning, var att rita topografiska kartor över nytillkomna delar av landet. Han deltog också i planeringen för att förbättra handeln, förbättring av Rhen, inklusive byggandet av mer lönsamma båtar som kryssningsfartyg på Rhen, och planerna på en hamn i sitt nya hemstad Karlsruhe.
Enligt sina bekanta hade Burdett som tillägg till matematiska kunskaper också "talanger i konst". Han gjorde två utsiktsteckningar över slottet i Karlsruhe, som han överlämnade personligen till grevinnan Caroline Louise. Burdett gifte sig i juli 1787 med Friederike Kotkowski. Hennes far hade varit sekreterare till den sista drottningen i Preussen. Peter Perez Burdett dog den 9 september 1793 i Karlsruhe.